# Meu Jesus (Ao vivo, em Nashville)
Meu Jesus (ao vivo, em Nashville) é o extended play (EP) de estreia da cantora de música cristã contemporânea americana Anne Wilson, lançado por meio da Capitol Christian Music Group em 6 de agosto do ano de 2021. Jeff Pardo foi quem cuidou da produção do EP.
Esse EP alcançou o décimo segundo lugar, na parada de álbuns cristãos dos Estados Unidos.

## Fundo
No dia 18 de junho do ano de 2021, a cantora Anne Wilson falou que lançaria Meu Jesus (ao vivo, ao vivo, em Nashville) em 6 de agosto de 2021, um extended play ao vivo completando o single multi-faixa " My Jesus " lançado em abril de 2021. Esse EP foi gravado ao vivo no White Dove Barn em Nashville, Tennessee e, contém cinco músicas e tem as três músicas lançadas anteriormente por Anne Wilson no single multi-faixa, como uma nova música chamada "No Place Like Home, " e um cover de " Boondocks " de Little Big Town . Anne Wilson compartilhou a história por trás do EP dizendo :
'Eu queria mesmo ter uma outra oportunidade de apresentar o meu primeiro Ep de uma maneira diferente. Compartilhar as três músicas que nós lançamos e então, adicionar algumas novas músicas. Então, nós estamos fazendo um cover de 'Boondocks' feita pela banda Little Big Town que é uma das minhas músicas favoritas de todos os tempos. Eu queria incorporar as minhas raízes de Kentucky e minhas raízes country nesse EP ao vivo mantendo o foco no Senhor, mas também mostrar de onde eu sou. "Boondocks" foi a música perfeita para isso. Então, eu também estou lançando uma música nova no EP chamada "No place like Home, a qual é uma música sobre mim e meu irmão e sobre nossas memórias juntos na fazenda do meu avô. É com certeza, com isso que eu estou empolgada e essa é a razão pela qual eu queria fazer o EP ao vivo, era para que eu pudesse levar aquela música e lançar ao mundo. Eu estive esperando por isso por um tempo e eu estou muito animada para deixar que o mundo escute essa música '.
Clarks, Jessie (August 6, 2021). "Anne Wilson Releases New Live EP 'My Jesus (Live From Nashville)' - TCB". The Christian Beat. Retrieved September 23, 2021.
"My Jesus [Live in Nashville] – Anne Wilson | Credits". AllMusic. Retrieved September 23, 2021.
Clarks, Jessie (June 18, 2021). "Anne Wilson Is Capitol CMG's Largest New Artist Debut Single Launch In 10 Years - TCB". The Christian Beat. Retrieved September 23, 2021.
Cluver, Ross (August 6, 2021). "Anne Wilson Releases 'My Jesus (Live In Nashville)' EP | CCM Magazine". CCM Magazine. Retrieved September 23, 2021.
"Capitol CMG Artist Anne Wilson Is Biggest New Artist Launch In Nearly 10 Years | ... …". All Access. June 18, 2021. Retrieved September 23, 2021.
Walthall, Catherine (August 6, 2021). "Anne Wilson Revisits 'My Jesus' with Live Recording and Two New Songs". American Songwriter. Retrieved September 23, 2021.
Andre, Joshua (August 7, 2021). "Anne Wilson – My Jesus (Live In Nashville) – EP | 365 Days of Inspiring Media". 365 Days of Inspiring Media. Retrieved September 23, 2021.
Rich, Mercedes (August 5, 2021). "Anne Wilson 'My Jesus (Live In Nashville)' – Today's Christian Entertainment". Today's Christian Entertainment. Avada. Retrieved February 3, 2022.
Andre, Joshua (May 9, 2022). "BEST OF 2021- PART 6: TOP 25 EP'S OF 2021 | 365 Days of Inspiring Media". 365 Days of Inspiring Media. Retrieved May 25, 2022.
"Top Christian Albums Chart | Billboard". Billboard. Billboard-Hollywood Reporter Media Group. August 17, 2021. Retrieved September 23, 2021.
"My Jesus (Live In Nashville) by Anne Wilson on Amazon Music - Amazon.com". Amazon.com. August 6, 2021. Retrieved September 23, 2021.
"My Jesus (Live In Nashville) - EP by Anne Wilson on Apple Music". Apple Music. United States. Apple Inc. August 6, 2021. Retrieved September 23, 2021.
"Top Christian Albums Chart | Billboard". Billboard. October 12, 2021. Retrieved October 12, 2021.
"Top Christian Albums Chart | Billboard". Billboard. October 12, 2021. Retrieved November 3, 2021.
"Top Christian Albums – Billboard". Billboard. Year-End Chart. Retrieved December 2, 2021.
"Anne Wilson - My Jesus (Live In Nashville) - Amazon.com Music". Amazon.com. August 5, 2021. Retrieved September 23, 2021.